# 鄉民社會

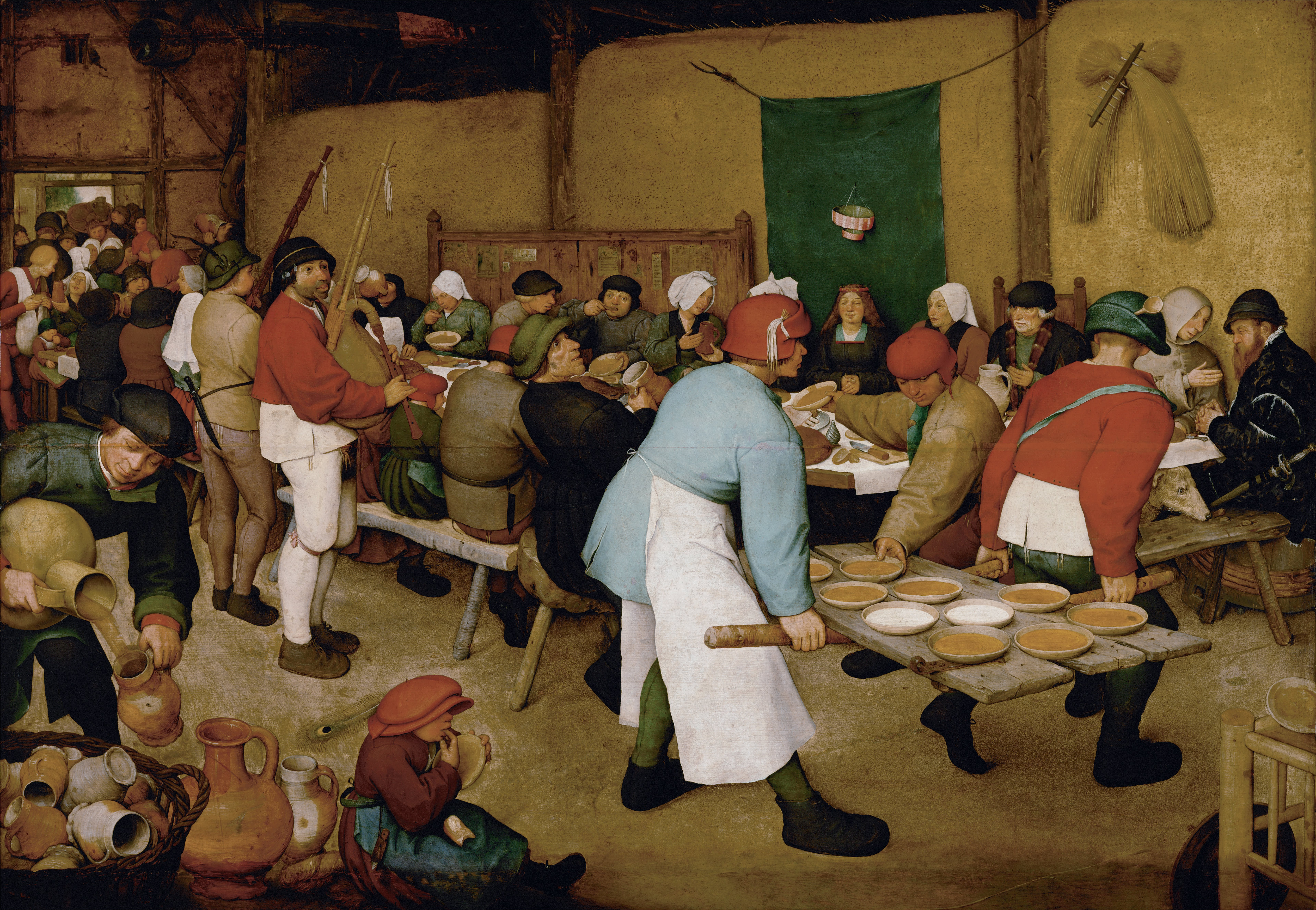
1568年鄉民社會油畫

鄉民社會（peasant society），或稱農民社會，是種由鄉民所構成的社會型態，普遍存在於西歐、東歐、印度、中國、日本、東南亞、俄羅斯與拉丁美洲等地區。不同於部落社會，鄉民社會雖生產糧食，但卻高度依賴外在大社會的保護與交換網絡，並且經常被迫接受外來者的剝削與侵擾。但不同於工業社會，鄉民社會極度仰賴土地作為生產工具，並由此建構出一種自身的世界觀。
人類學家於1930年代至1960年代間於西歐與拉丁美洲間展開許多鄉民社會研究，成為當時對複雜社會的主要研究方式，其中代表人物為羅伯特·雷德菲爾德（Robert Redfield）。這種研究取向直到1970年代才被政治經濟學所取代。

## 定義

### 沃爾夫的鄉民社會分類
政治經濟學派人類學家艾瑞克·沃爾夫依據鄉民被剝削對象不同，將鄉民社會分為四種（Wolf 1966）：
1. 世襲鄉民社會：土地為封建領主所擁有，世襲的鄉民必須在其土地上耕種，並將收成上繳領主。例如西歐中世紀社會。
2. 傳統中國社會：土地為鄉民自己所有，但需向帝國的官員與朝廷交稅。
3. 地中海與中東社會：商人透過交換與市場機制剝削鄉民。
4. 社會主義社會：由國家體系制定與控制農業生產，但這些控制者並不從事生產，而是依靠鄉民之生產維繫其體系運作，因而構成另一種形式的剝削。例如蘇聯與社會主義中國。